# Overture: Live in Nippon Yusen Soko 2006
Overture: Live in Nippon Yusen Soko 2006 es un álbum en vivo improvisado de la banda japonesa Ghost. Fue grabado en un antiguo espacio de almacén. A la audiencia no se le permitió irse del establecimiento hasta que la banda dejó de tocar. Los miembros de la banda estaban escondidos uno de los otros y solo podían escuchar los instrumentos que tocaban. La música fue improvisada de principio y fin. El álbum vino con un DVD extra de la actuación de la banda.

## Lista de canciones
1. Overture (56:03)